# Wonder Pets
Wonderteam is een tv-programma van Nick Jr.. De originele naam is "Wonder Pets!".
In iedere aflevering gaan Linny de cavia, Tuck de Schildpad en Ming Ming de eend met hun vliegboot onderweg om een jong dier te redden.
Iedere aflevering begint met het overgaan van een telefoon in een klaslokaal.
Aan de lijn hangt dan een zogenaamd "diertje met problemen", wat Ming Ming altijd heftig vindt.
Met hun vliegboot, bestaande uit een frisbee, wat meccano, een knikker en doppen van een merkstift gaan de drie op weg om het diertje te bevrijden.
Als de missie is geslaagd wordt dit altijd beloond met bleekselderij.
Kenmerkend is tevens dat iedere aflevering als een soort van opera wordt opgevoerd: de meeste tekst wordt gezongen en begeleid door een 10-mans liveorkest.
Voor iedere aflevering is van script tot en met eindmontage ca 33 weken nodig. Een aflevering bestaat uit 2 avonturen van ieder ca 10 minuten.